# Cangas (Pontevedra)
Cangas, també conegut com a Cangas do Morrazo, és un municipi costaner de la província de Pontevedra a Galícia. Pertany a la comarca d'O Morrazo.

## Geografia

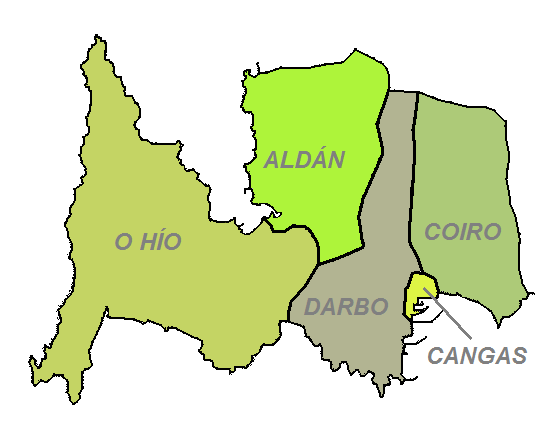
Parròquies de Cangas.

Limita amb el mar al sud i oest, amb Moaña a l'est i amb Bueu al nord.
El municipi, amb una les costes més extenses d'Espanya posseeix 38 platges, n'hi ha urbanes com la platja de Rodeira i salvatges com la d'Embarra. Normalment quatre o cinc d'elles, que no solen ser sempre les mateixes, gaudeixen de bandera blava.
Cangas do Morrazo reivindica la propietat de les Illes Cíes pertanyents en l'actualitat al municipi de Vigo però històricament vinculades amb Cangas. Són les principals illes del Parc Nacional de les Illes Atlàntiques de Galícia.

### Parròquies
El municipi està dividit en 5 parròquies:
- Aldán
- Cangas
- Coiro
- Darbo
- O Hío

## Demografia
| Evolució de la població de Cangas de 1900 fins a 2007 |        |        |        |        |        |        |
| 1900                                                  | 1930   | 1950   | 1981   | 2001   | 2004   | 2007   |
| 8.011                                                 | 14.418 | 15.334 | 20.798 | 23.756 | 24.643 | 25.402 |

## Cultura
El municipi de Cangas té característiques culturals que difereixen de la resta de poblacions de Galícia. Hi ha danses específiques que s'aparten del folklore i tradició gallecs així com un moviment esportiu, especialment en rem, que ha donat bons atletes. També és rellevant la "moguda" musical punk on s'han format grups de certa rellevància en l'àmbit nacional com Soak, Fíjado Korroído, Malas Pulgas o Parrocha Papuda, Mortos en Vida, Insolbentes. La idiosincràsia pròpia dels cangueses s'ha reflectit en diversos moviments polítics que han organitzat arribant a fer dimitir a la coorporació municipal.

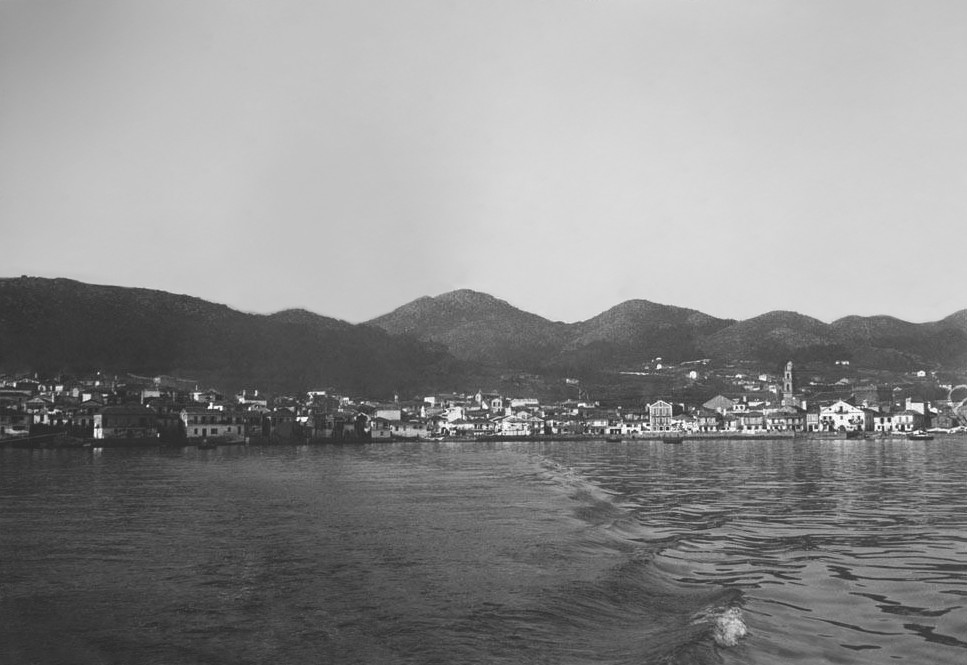
Cangas, vista des de mar. Entre 1880 i 1912

### Esport
Cal destacar l'existència d'una bona cantera de piragüistes com David Cal, guanyador d'una medalla d'or i una de plata als Jocs Olímpics d'Atenes 2004 i dues plates a Pequín 2008, Carlos Pérez Rial, guanyador d'un or a Pequín 2008, i Teresa Portela, campiona del món i d'Europa en diverses ocasions.
Entre els clubs esportius del municipi destaca el Club Balonmano Cangas d'handbol, un dels clàssics de la Lliga Asobal. En futbol, l'equip més important és l'Alondras Club de Fútbol, que juga a la Tercera Divisió. Altres equips són el FC Cruceiro do Hío i el Rápido Bahía CF.

## Personatges il·lustres
- David Cal (1982 -), esportista, or olímpic en piragüisme als Jocs Olímpics d'Estiu de 2004.
- Carlos Pérez Rial (1979 -), esportista, or olímpic en piragüisme als Jocs Olímpics d'Estiu de 2008.
- Teresa Portela (1982 -), esportista, campiona europea i del món de piragüisme.
- Xohán de Cangas (siglo XIV), joglar.